# Storbritanniens parlament

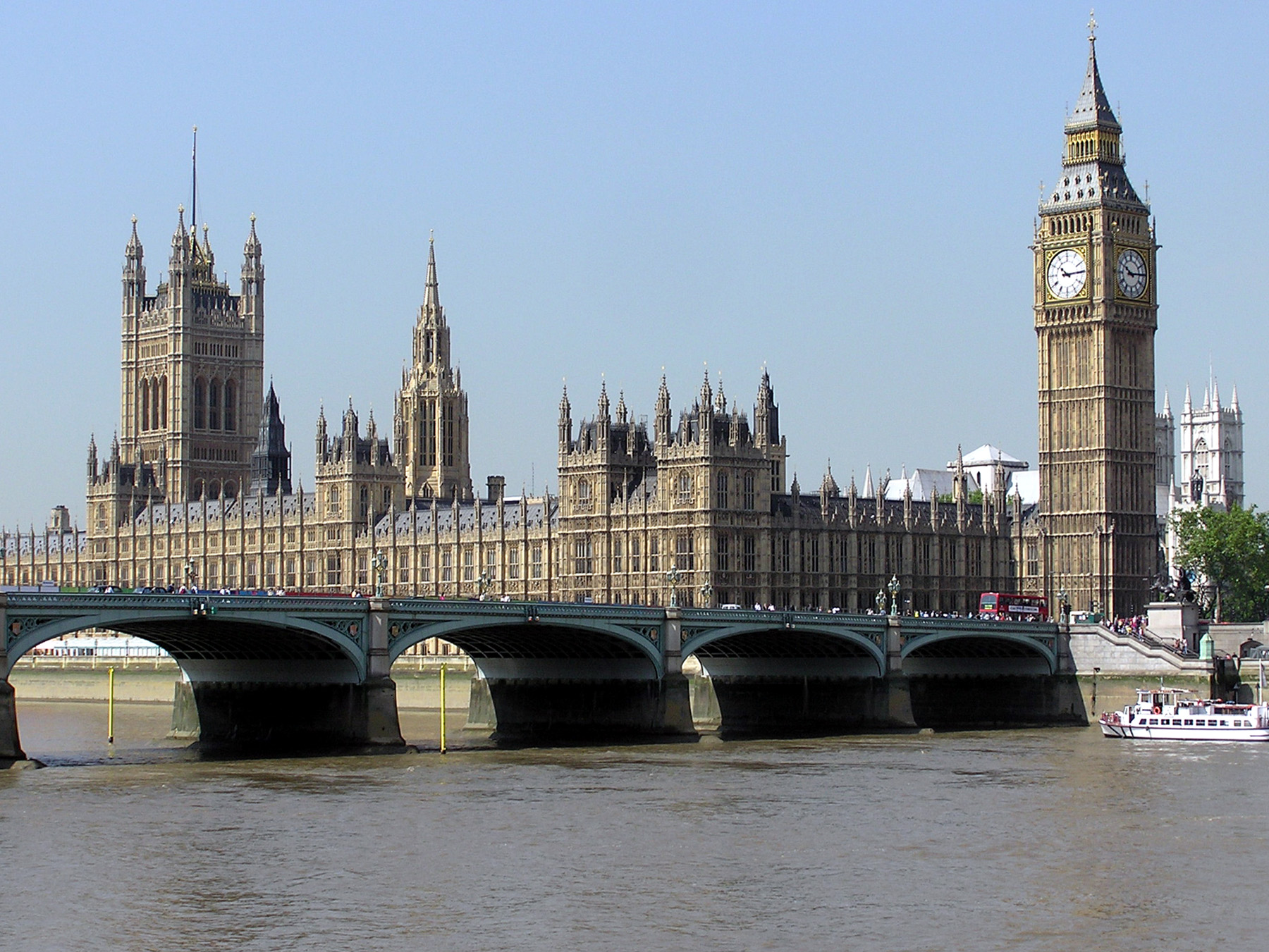
Parlamentsbyggnaden i London.

Förenade konungariket Storbritannien och Nordirlands parlament är landets lagstiftande församling, ett parlament som består samfällt av Storbritanniens monark (The Crown), underhuset (The House of Commons), och överhuset (The House of Lords). 
Underhuset är direkt folkvalt och består av 650 ledamöter (533 från England, 59 från Skottland, 40 från Wales och 18 från Nordirland) valda från lika många valkretsar. Systemet med enmansvalkretsar motverkar små partiers inflytande. 
Överhuset omfattar två olika sorters ledamöter: andliga lorder (Lords Spiritual), de förnämsta biskoparna i Engelska kyrkan, och världsliga lorder (Lords Temporal), personer med pärsvärdighet. Ledamöter av överhuset är inte folkvalda. Underhuset och överhuset möts i skilda kamrar i The Palace of Westminster (allmänt känt som "Houses of Parliament") i City of Westminster i London. Enligt konstitutionell praxis är alla regeringsledamöter, däribland premiärministern, ledamöter av underhuset eller överhuset.
Parlamentet utvecklades från de tidigmedeltida råd som var rådgivare åt Englands regenter. I teorin ligger makten formellt inte hos parlamentet, utan hos "monarken i parlamentet" ("Queen-in-Parliament" eller "King-in-Parliament"). Formellt är "drottningen-i-parlamentet" den helt suveräna (självständiga lagstiftande) makten, men enligt nutida praxis ligger den verkligt suveräna makten hos underhuset – regenten följer premiärministerns råd och överhusets befogenheter är begränsade.

## Historik
Under medeltiden och tidigmodern tid fanns tre kungariken inom Brittiska öarna – England, Skottland och Irland – och dessa utvecklade separata parlament. Unionsakterna 1707 sammanförde England och Skottland i Storbritanniens parlament, och Act of Union 1800 införlivade Irland i Förenade konungarikets parlament.

### Englands parlament

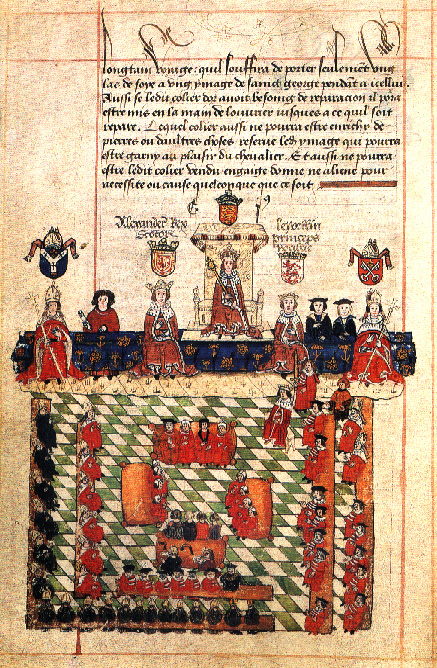
Englands parlament framför kungen c. 1300.

Det engelska parlamentet har sitt ursprung i det anglosaxiska Witenagemot. Efter den normandiska erövringen 1066 införde Vilhelm Erövraren ett feodalt system, där han tog råd av en rådsförsamling bestående av vasaller och kyrkomän innan han stiftade lagar. 1215 uppnådde främst adeln nya rättigheter genom avtalet Magna Charta med kung Johan, men även i viss mån landets övriga invånare i gemen. Detta slog fast att kungen inte fick införa eller uppbära nya skatter (förutom de feodala skatter som de dittills var vana vid) utan samtycke från det kungliga rådet, som långsamt utvecklades till ett parlament. 
År 1265 sammankallade Simon de Montfort, 6:e earl av Leicester det första valda parlamentet. Rösträtten i parlamentsval för grevskapsvalkretsar var likadan i hela landet, och omfattade alla som ägde egen mark till en årlig avkastning om 40 shilling. I städerna (boroughs) varierade rösträtten mellan olika delar av landet. Edvard I:s "modellparlament" 1295 följde ett liknande system. Vid Edvard II:s tid hade parlamentet indelats i två kammare; en med adeln och det högre prästerskapet och en med representanter för grevskap och städer. Ingen lag kunde stiftas och ingen skatt upptas utan godkännande av båda kamrarna samt av monarken. 
Genom Laws in Wales Acts från 1535–42 blev Wales annekterat som en del av England och fick representanter i parlamentet.
När Elisabet I efterträddes 1603 av den skotske kungen Jakob VI (som därmed blev Jakob I av England) föll båda länderna under hans styre men de behöll varsitt parlament. Jakob I:s efterträdare, Karl I, grälade med det engelska parlamentet och denna konflikt utvecklades till det engelska inbördeskriget. Karl blev avrättad 1649 och i Oliver Cromwells republik Engelska samväldet avskaffades överhuset, och underhuset blev underkastat Cromwell. Efter Cromwells död restaurerades 1660 monarkin och överhuset.
I samband med att man fruktade en katolsk tronföljare genomfördes den ärorika revolutionen 1688, då kung Jakob II avsattes och landet kom att styras gemensamt av Maria II och Vilhelm III. När dessa gick med på Englands Bill of Rights infördes en konstitutionell monarki, även om kronans överhöghet fanns kvar. För tredje gången krävdes ett Convention Parliament, det vill säga ett som inte sammankallats av kungen, för att avgöra tronföljden.

### Skottlands parlament

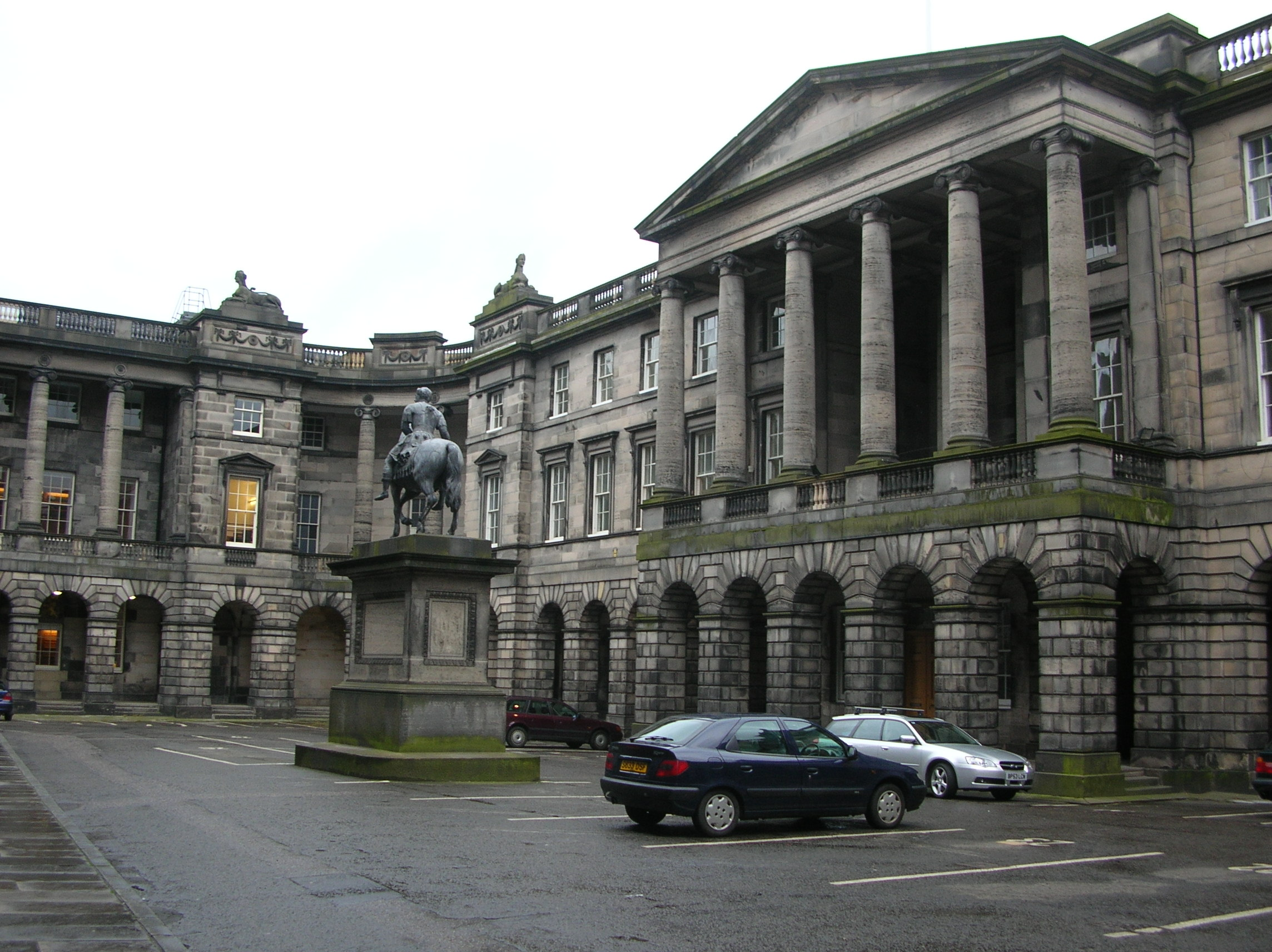
Parliament House i Edinburgh, där tidigare Skottlands ständer höll till.

Från Kenneth mac Alpins tid hade det tidiga Kungariket Skottland (se Kungariket Alba) styrts av hövdingar och småkungar under den skotske kungens suveränitet. Alla ämbeten hade tillsatts av en församling enligt det gaeliska systemet med tanistry, som förenade ett ärftligt element med en del som i någon mån hade undersåtarnas samtycke. Efter att Macbeth hade störtats av Malcolm III 1057 infördes gradvis det feodala systemet med primogenitur, då Skottland mer och mer hamnade under normandiskt inflytande. 
Under högmedeltiden utvecklades kungens råd av biskopar och adelsmän till enkammarparlamentet Estates of Parliament, med sitt colloquium i Kirkliston, 1235 (datum för det första parlamentsmötet med bevarade handlingar), som hade både en politisk och en juridisk roll. Från 1326 hade de tre ständerna (skotska: Thrie Estaitis) präster, adelsmän och borgare i samma kammare makt över beskattning och stort inflytande över rättsväsendet, utrikespolitik, krig och lagstiftning. Parlamentet valde ett utskott, kallat the Lords of the Articles, för att förbereda lagstiftning, som sedan presenterades för parlamentet som helhet för att antas. 
Efter reformationen och påtryckningar från Skotska kyrkan uteslöts katolska präster från parlamentet från 1567, och efter att protestantiska biskopar avskaffades 1638 blev Skottlands parlament helt sekulärt. Under Jakob VI kom the Lords of the Articles mer under kronans inflytande, och efter att han tillträtt Englands tron 1603 använde han dem för att styra Skottland från London. Under inbördeskrigen i 1638–51 tog det skotska parlamentet kontroll över den verkställande makten, och fråntog därmed i praktiken Karl I suveräniteten. Efter att Skottland hade invaderats av Oliver Cromwell införde hans regering en kortvarig engelsk-skotsk parlamentsunion 1657.
Det skotska parlamentet återvände efter Karl II:s restauration till tronerna i England och Irland (han hade redan blivit krönt till kung av Skottland vid Scone den 1 januari 1651). Efter att den ärorika revolutionen formellt bytte ut Englands monark i februari 1689 sammankallade Vilhelm II av Skottland (Vilhelm III av England) ett ståndskonvent (Convention of the Estates), som tog ställning till de konkurrerande anspråken från Vilhelm och från Jakob VII, framförde sina krav och villkor i Claim of Right, och utropade sedan Vilhelm och Maria II till monarker av Skottland i Edinburgh den 11 april 1689.

### Irlands parlament

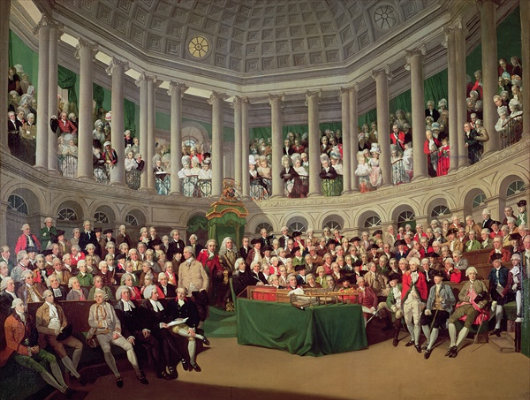
Målning av det irländska underhuset av Francis Wheatley (1780).

Det irländska parlamentet grundades för att företräda den engelska befolkningen i Herredömet Irland, medan de infödda gaeliska irländarna inte hade rösträtt och inte var valbara. Det första kända parlamentsmötet skedde 1264. Den engelska närvaron på Irland krympte till en enklav omkring Dublin, känd som the Pale. 
År 1541 utropade Henrik VIII Kungariket Irland och satte igång en återerövring av Irland. De gaeliska irländska furstarna tilläts nu delta i det irländska parlamentet på samma villkor som de engelskättade. Efter den engelska reformationen följde konflikter, då större delen av Irlands befolkning förblev katoliker, och under åren 1613–15 fastställdes valkretsarna så att protestantiska kolonisatörer fick majoriteten i det irländska parlamentet. Efter det irländska upproret 1641 förbjöds katoliker att rösta och närvara i parlamentet i Cromwells Act of Settlement 1652.
Under Jakob II & VII återfick katolikerna inflytande och under kriget på Irland gick han med på det irländska parlamentets krav på autonomi och återlämning av jord. Sedan Vilhelm III hade segrat återställdes dessa reformer, och med tvångslagarna (Penal Laws) blev det ännu värre för parlamentets del. Poynings lag 1494 hade gjort det irländska parlamentet underordnat det engelska, men Constitution of 1782 avlägsnade dessa restriktioner och ungefär ett årtionde senare fick katoliker rösträtt, fastän de fortfarande inte var valbara.

### Storbritanniens parlament

Överhusets kammare före branden 1834, då återstoden av de medeltida parlamentsbyggnaderna i Palace of Westminster (utom Westminster Hall) brann ner. – Vid tronen sitter några kungasöner, som på grund av att de bar olika adelstitlar, fick sitta med i överhuset.

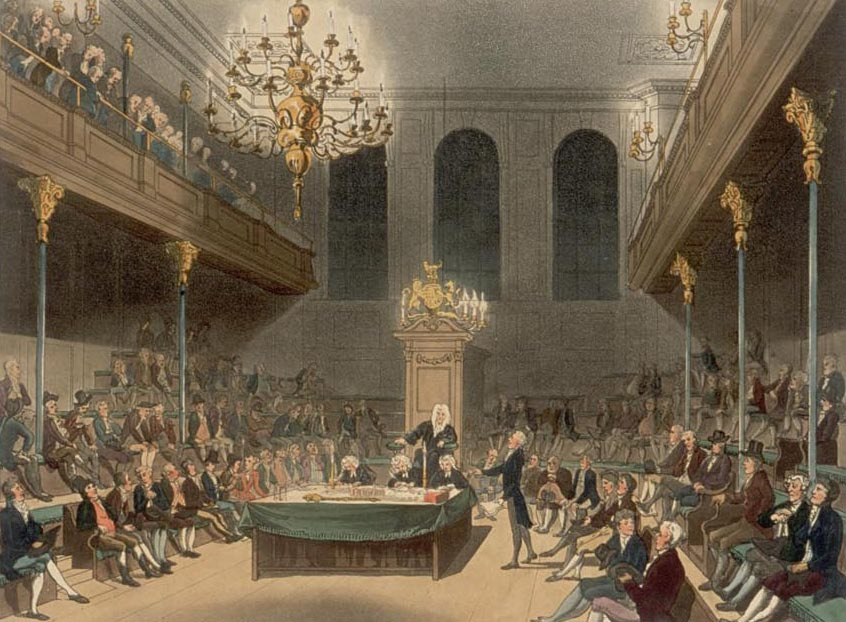
Underhusets kammare, som från år 1548 fram till branden 1834 sammanträdde i slottskapellet Saint Stephen's Chapel i Westminster Palace. Före 1548 sammanträdde de inledningsvis en kort tid i samma kammare som överhuset år 1341, men därefter fram till 1548 antingen i Westminster Abbeys refektorium eller kapitelhus. De tre fönstren ingick från början i ett större gotiskt fönster.

Efter unionsfördraget 1707 antogs unionsakter i både Englands parlament och Skottlands parlament, vilka upprättade det nya Kungariket Storbritannien. Både parlamenten upplöstes och ersattes med ett nytt "Kungariket Storbritanniens parlament", som var beläget i det engelska parlamentets tidigare lokaler. Alla traditioner, procedurer och regler som använts i det engelska parlamentet behölls, liksom de sittande ämbetsmännen, och engelska ledamöter utgjorde en överväldigande majoritet i det nya parlamentet. Det ansågs inte ens nödvändigt att hålla ett nytt parlamentsval. Scots law och skotsk lagstiftning förblev separat, men lagstiftningen sköttes numera av det nya parlamentet. 
Efter att Georg I från huset Hannover hade tillträtt tronen 1714 genom ett parlamentsbeslut började makten förflyttas från monarken, och vid slutet av hans styre hade ministrarnas ställning befästs. Ministrarna var beroende av parlamentets stöd. Mot slutet av 1700-talet hade monarken fortfarande betydande inflytande över parlamentet, som var dominerat av den engelska aristokratin och av utnämningar, men hade slutat att utöva direkt makt: den sista gången ett parlamentsbeslut inte fick kunglig sanktion var 1708 under Anna av Storbritannien. Kungarna hade också genom ointresse, misslyckad politik, eller ekonomisk oförmåga försvagat sin egen ställning och hamnat alltmer i knät på parlamentet. I parlamentsvalen hade endast jordägare och innehavare av besittningsrätt rösträtt. Så kallade "rotten boroughs"-valkretsar kunde köpas, medan stora städer fortfarande saknade representation. Reformivrare och radikaler försökte genomdriva reformer i parlamentet, men när Napoleonkrigen utvecklades, blev regeringen repressiv mot avvikande åsikter och förändringarna hejdades, men genomfördes långsamt steg för steg när dessa krig var över.

### Förenade kungarikets parlament
Förenade kungariket Storbritannien och Irland bildades 1801 genom sammanslagning av Kungariket Storbritannien och Kungariket Irland.
Principen om ministrars ansvar inför underhuset utvecklades inte förrän på 1800-talet - överhuset var fortfarande överordnat underhuset både i teorin och i praktiken. Underhusets ledamöter valdes med ett föråldrat valsystem som innehöll valkretsar av starkt skiljaktig storlek. Exempelvis valde borough-valkretsen Old Sarum, med sju väljare, två ledamöter, liksom Dunwich, som hade försvunnit ned i havet på grund av erosion. I många fall kontrollerade ledamöter av överhuset mycket små valkretsar, så kallade rotten boroughs, vid val till underhuset, och kunde se till att deras släktingar eller anhängare blev valda. På detta sätt "ägdes" många platser i underhuset av överhuset. Efter reformerna på 1800-talet, som tog sin början med 1832 års reformakt, blev valsystemet till underhuset mycket mer regelbundet. När nu underhusledamöterna inte längre var beroende av överhuset för sina platser blev de mer självsäkra.
Efter parlamentsreformen genomfördes fler reformer:
- bättre social lagstiftning,
- slaveriets avskaffande i hela imperiet (1837),
- tullarnas avskaffande och frihandel, som förhindrade svält vid missväxt genom lägre spannmålspriser (britterna kunde inte längre försörja sig själva med spannmål, utan försörjde sig alltmer genom den framväxande industrin) och dessutom gynnade handeln, och
- en alltmer utvidgad rösträtt 1867 och 1884.

Under den konservative premiärministern Benjamin Disraeli utvidgades rösträtten 1867 till arbetare i städerna och småbönderna och under den liberale William Gladstone utvidgades den ytterligare till landsbygdsarbetare. Mer än tre fjärdedelar av alla vuxna män i Storbritannien hade därmed rösträtt. Dessutom infördes vid samma tillfälle sluten omröstning vid parlamentsvalen och obligatorisk folkundervisning. På detta sätt kunde Storbritannien införa reformer utan revolution under intryck av omvälvningarna i framförallt Frankrike.

### Modern tid

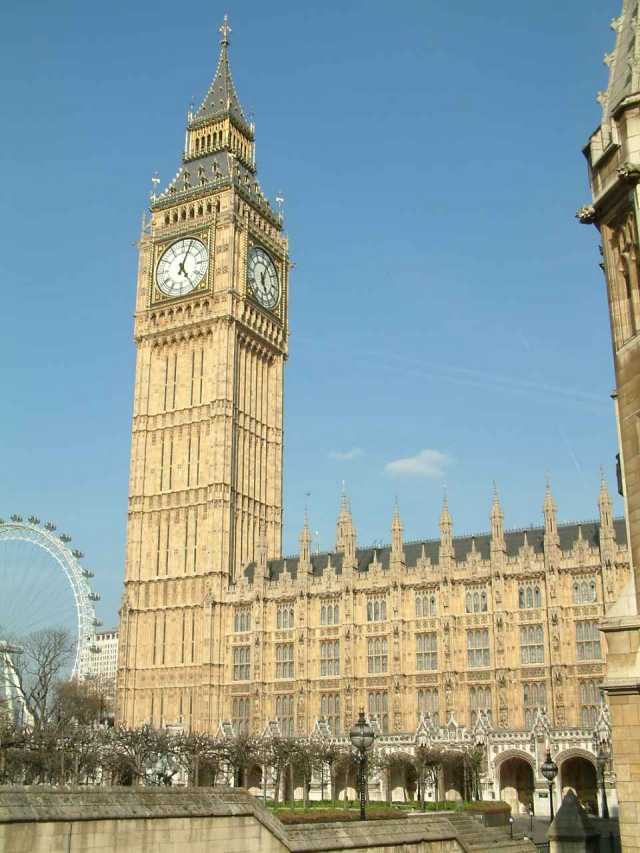
Parlamentet, med London Eye synligt i bakgrunden.

Underhusets överhöghet blev tydligt fastställd under början av 1900-talet. 1909 antog underhuset den så kallade "People's Budget," som införde många reformer i skattesystemet på ett sätt som missgynnade rika jordägare. Överhuset, som till större del bestod av mäktiga jordägare, förkastade budgeten. På grund av budgetens popularitet och överhusets impopularitet segrade det liberala partiet med knapp marginal i två parlamentsval 1910. Med detta resultat som mandat framlade den liberale premiärministern Herbert Henry Asquith ett lagförslag som sökte begränsa överhusets makt. (Han återinförde inte jordbeskattningsdelen av budgeten.) När överhuset vägrade anta lagförslaget kontrade Asquith med ett löfte som han fått från kungen före det andra parlamentsvalet 1910 och efterfrågade att flera hundra liberala pärer skulle utnämnas så att den konservativa majoriteten i överhuset utraderades. Inför ett sådant hot antog överhuset med knapp marginal lagförslaget. Parliament Act 1911 tillät överhuset att fördröja lagförslag i maximalt tre sessioner (begränsat till två sessioner 1949), men efter detta skulle förslaget kunna skickas till kungen för sanktion även utan överhusets godkännande och bli lag. 
Den Irländska fristaten blev självständig 1922 och 1927 bytte Förenade kungariket namn till Förenade kungariket Storbritannien och Nordirland. 
Ytterligare reformer av överhuset har utförts under 1900-talet. 1958 infördes möjligheten att regelbundet utnämna livstidspärer. På 1960-talet hade regelbundet skapande av ärftliga pärsvärdigheter upphört och därefter var nästan alla nya pärer livstidspärer. House of Lords Act 1999 avskaffade de ärftliga pärernas automatiska rätt att sitta i överhuset (även om den gjorde ett undantag för 92 stycken ärftliga pärer under en övergångsperiod). 
Det skotska parlamentet upprättades som ett självstyrande enkammarparlament för Skottland genom Scotland Act 1998, och möttes första gången 12 maj 1999.

## Sammansättning och befogenheter
Parlamentet består av tre element: Kronan, överhuset och underhuset. De tre beståndsdelarna är skilda från varandra och ingen person får ingå i mer än en del av parlamentet. Pärer är i lag förbjudna att rösta i val av underhusledamöter. Monarken röstar enligt praxis inte, även om det inte finns något lagstadgat hinder. 
Som institution är kronan fortfarande mäktig, genom att kunglig sanktion krävs för att alla lagförslag ska bli lag, samt genom kungliga prerogativ och genom tillsättningen av regeringen. Bland prerogativen finns möjligheterna att upplösa parlamentet, förklara krig, ingå fördrag, utnämna domare och ämbetsmän och utdela titlar. I praktiken utövas dessa alltid av monarken på inrådan av premiärministern och övriga ministrar i regeringen. Monarken utser också premiärministern, som sedan bildar regering av ledamöter från någon av kamrarna i parlamentet. Premiärministern måste vara någon som kan få stöd av en majoritet i underhuset. Detta är vanligtvis ett enkelt beslut, men i vissa fall måste monarken göra en bedömning, som när Alec Douglas-Home utsågs 1963, då man ansåg att den sittande premiärministern, Harold MacMillan, hade insjuknat i obotlig cancer. 
Överhuset består till största delen av tillsatta ledamöter ("Lords of Parliament"). Kammaren har som helhet formellt titeln The Right Honourable The Lords Spiritual and Temporal in Parliament Assembled, där de andliga lorderna (the Lords Spiritual) är kyrkomän från Engelska kyrkan och de världsliga lorderna (the Lords Temporal) är pärer. Andliga respektive världsliga lorder anses utgöra separata stånd, men de sitter, debatterar och röstar tillsammans. 
Sedan reformerna 1911 och 1949 har överhusets befogenheter blivit mycket mer begränsade än underhusets. Alla lagförslag utom finansförslag debatteras och går till omröstning i överhuset, men genom att rösta emot ett förslag kan överhuset bara fördröja det i maximalt två parlamentssessioner över ett år. Efter att denna tid har passerat kan underhuset tvinga igenom lagen utan överhusets samtycke. Överhuset kan också ställa regeringen till svars genom frågor till ministrar och genom ett litet antal särskilda utskott. Tidigare var den högsta engelska domstolen ett utskott av överhuset, men denna funktion har ombildats till en oberoende högsta domstol.
De andliga lorderna omfattade tidigare alla högre präster i Engelska kyrkan - ärkebiskopar, biskopar, abbotar och priorer. Vid klosterupplösningen under Henrik VIII förlorade abbotarna och priorerna sina ställningar i parlamentet. Alla stiftsbiskopar fortsatte dock att sitta i parlamentet. Men 1847 bestämdes genom Bishopric of Manchester Act, liksom genom andra senare lagar, att bara 26 biskopar fick vara andliga lorder och det är gällande rätt än idag. Bland dessa finns alltid de som innehar de "fem stora biskopssätena" ("five great sees"), nämligen ärkebiskopen av Canterbury, ärkebiskopen av York, biskopen av London, biskopen av Durham och biskopen av Winchester. De övriga 21 andliga lorderna är de stiftsbiskopar som är äldst till tjänsteåren, (det vill säga: de rankas i konsekrationsordning). Dessa biskopar hade viktiga historiska och ceremoniella uppdrag i parlamentet och i de konstitutionella sederna. Till exempel skall biskopen av Durham leda monarken till kröningen. Durhams stift tillhör de "fem stora stiften" eftersom det låg nära Skottland under medeltiden. Det var nämligen ett viktigt biskopssäte med en furstbiskop (prince bishop) som skulle försvara gränsområdet i försvarskyrkor med mera.
De världsliga lorderna är alla medlemmar av adeln. Förr i tiden var dessa ärftliga pärer, alltså personer som fick sin adelstitel i arv. Alla ärftliga pärer hade inte automatiskt rätt att sitta i överhuset: efter att Skottland och England förenades i Storbritannien 1707 bestämdes att alla pärer vilkas värdigheter hade skapats av engelska kungar fick sitta i parlamentet, men de vilkas värdigheter hade skapats av skotska kungar skulle välja ett begränsat antal "representativa pärer". Ett liknande arrangemang gjordes i fråga om Irland när det landet förenades med Storbritannien 1801, men när södra Irland lämnade Förenade kungariket 1922 slutade man välja irländska representativa pärer. Genom Peerage Act 1963 avslutades också valet av skotska representativa pärer, och alla skotska pärer gavs rätt att sitta i parlamentet. Enligt House of Lords Act 1999 har bara livstidspärer (det vill säga, innehavare av pärsvärdighet som inte kan ärvas) automatiskt rätt att sitta i överhuset. Av de ärftliga pärerna behåller endast 92 — Earl Marshal, Lord Great Chamberlain och de 90 som har valts av andra pärer — sina platser i kammaren. 
Underhuset (House of Commons) representerar det sista av rikets "ständer". Det formella namnet är The Honourable The Commons in Parliament Assembled (commons kommer inte från termen commoner, "ofrälse, icke adlig", utan från det franska commune, "kommun, distrikt"). Underhuset består för närvarande av 646 ledamöter. Till valet 2005 var antalet 659, men antalet skotska ledamöter minskades efter att det skotska parlamentet hade införts. Varje underhusledamot väljs av en valkrets genom majoritetsval i enmansvalkretsar. Nästan alla från 18 års ålder som är medborgare i Storbritannien eller medborgare i Republiken Irland och länder inom Samväldet och bosatta i Storbritannien har rösträtt. Men det finns undantag; din rösträtt fråntas om du sitter i fängelse, är medlem i Överhuset, missbrukat valsystemet eller är psykiskt sjuk. Mandatperiodens längd beror på hur länge parlamentet sitter. Efter varje upplösning av parlamentet följer ett allmänt val. 
All lagstiftning måste antas av underhuset för att bli lag och underhuset kontrollerar beskattning och regeringens budget. Regeringens ministrar (inklusive premiärministern) måste regelbundet besvara frågor i underhuset och det finns ett antal särskilda utskott som granskar speciella frågor och regeringens arbete. Det finns också mekanismer som tillåter ledamöter av underhuset att göra regeringen uppmärksam på särskilda frågor som berör deras väljare.

## Arbetssätt
Båda kamrarna i det brittiska parlamentet har som ordförande en talman, som kallas Speaker of the House i underhuset och Lord Speaker i överhuset.
I underhuset krävs i teorin regentens godkännande innan valet av talman blir giltigt, men detta godkännande ges nuförtiden enligt praxis alltid. Talmannen kan ersättas av tre vice talmän, som kallas Chairman of Ways and Means, First Deputy Chairman of Ways and Means och Second Deputy Chairman of Ways and Means. (Namnet kommer från att de tidigare var ordförande i utskottet Committee of Ways and Means, som inte längre existerar.)
Före juli 2006 var lordkanslern, som ingår i regeringen, talman i överhuset. Lordkanslerns befogenheter som talman var mycket begränsade, medan underhusets talman har omfattande befogenheter. Som en del av Constitutional Reform Act 2005 åtskildes positionen som talman i överhuset från ämbetet som lordkansler, men överhuset förblir till stor del självstyrande. Beslut i ordningsfrågor och om bestraffningar av besvärliga ledamöter görs av kammaren som helhet i överhuset, men av talmannen ensam i underhuset. I överhuset tilltalar talaren hela kammaren (med orden "My Lords"), men i underhuset endast talmannen (med orden "Mr Speaker" eller "Madam Speaker").
Båda kamrarna kan fatta beslut genom muntlig omröstning; ledamöterna ropar ut "Aye" och "No" i underhuset och "Content" och "Not-Content" i överhuset, och talmannen tillkännager resultatet. I båda kamrarna kan talmannens uttalande ifrågasättas, och en discessus (engelska division) begäras. (Talmannen i underhuset kan neka en okynnesbegäran om discessus, men talmannen i överhuset har inte den befogenheten.) I varje kammare sker en sådan omröstning genom att ledamöterna går in i en av de två korridorerna vid sidan om kammaren, där deras namn nedtecknas av sekreterare och deras röster räknas när de går ut för att återinträda i kammaren. Talmannen i underhuset förväntas vara opolitisk, och röstar inte utom vid oavgjort röstresultat. Talmannen i överhuset röstar däremot tillsammans med övriga lorder.

## Mandatperiod
Efter parlamentsval börjar en ny parlamentssession. Parlamentet kallas formellt 40 dagar i förväg av regenten, som är källan till parlamentets makt. På den dag som anges i regentens uttalande samlas de två husen i sina respektive kamrar. Underhuset kallas sedan till överhuset, där Lords Commissioners (representanter för regenten) instruerar dem att välja en talman. Underhuset utför valet. Nästa dag återvänder de till överhuset, där Lords Commissioners bekräftar valet och ger den nya talmannen kungligt godkännande i regentens namn. 
Till parlamentets göromål under de kommande dagarna hör avläggandet av tro- och huldhetsed. När en majoritet av ledamöterna i varje kammare har svurit eden kan parlamentets öppnande äga rum. Lorderna intar sina platser i överhusets kammare, underhusledamöterna inställer sig vid skranket omedelbart utanför kammaren, och regenten intar sin plats på tronen. Regenten läser sedan trontalet - vars innehåll bestäms av ministrarna - som redogör för regeringens lagstiftningsprogram för det kommande året. Därefter går vardera kammare vidare till att hantera lagstiftningsärenden. 
Av tradition framförs ett lagförslag pro forma i varje kammare innan den tar ställning till regeringens program. I överhuset är det 
Select Vestries Bill och i underhuset Outlawries Bill. Dessa blir inte lag, utan är ceremoniella yttringar för parlamentskamrarnas makt att debattera oberoende av kronan. Efter att pro forma-förslaget har framförts debatterar varje kammare trontalets innehåll i flera dagar. När varje kammare har meddelat sitt formella svar på talet kan lagstiftningsärendena ta vid, och kammaren utser utskott, väljer ämbetsmän, antar resolutioner och överväger lagförslag. 
En parlamentssession avslutas genom prorogation. Då sker en ceremoni liknande den vid öppnandet, men mycket mindre känd. Normalt deltar inte regenten personligen i prorogationsceremonin, utan representeras av Lords Commissioners. Nästa parlamentssession börjar enligt de procedurer som beskrivs ovan, men det är inte nödvändigt att utföra ett nytt talmansval eller avlägga tro- och huldhetsed på nytt vid inledningen av sådana påföljande sessioner. Istället börjar det högtidliga öppnandet direkt. För att undvika förseningen av att öppna en ny session om ett krisläge uppstår under det långa sommaruppehållet prorogeras inte längre parlamentet i förväg, utan efter att kamrarna har återsamlats på hösten. Öppnandet följer några dagar senare. 
Varje parlament får ett slut, efter ett antal sessioner, antingen på befallning av regenten eller genom att tiden har runnit ut. Nuförtiden är det förra vanligare. Parlamentsupplösningen genomförs av regenten, alltid på inrådan av premiärministern. Premiärministern kan efterfråga upplösning därför att tidpunkten är politiskt fördelaktig för hans eller hennes parti. Om premiärministern förlorar underhusets stöd måste han eller hon antingen avgå eller efterfråga parlamentsupplösning för att förnya sitt mandat. 
Ursprungligen fanns det ingen bestämd gräns för ett parlaments livslängd, men i Triennial Act 1694 fastställdes den maximala längden till tre år. Eftersom det ansågs besvärligt att hålla parlamentsval så ofta utökades maxtiden till sju år i Septennial Act 1716, men den sänktes till fem i Parliament Act 1911. Under andra världskriget utökades mandatperioden temporärt till tio år genom parlamentsbeslut. Sedan krigsslutet har dock maxtiden förblivit fem år. Nuförtiden varar parlamentsperioderna dock sällan hela den maximala tiden, utan parlamentet upplöses vanligen tidigare. 
Förr i tiden ledde monarkens bortgång automatiskt till att parlamentet upplöstes, då Kronan sågs som organisationens caput, principium, et finis (början, grundval och slut), men detta är inte längre fallet. Den första förändringen skedde under Vilhelm III och Maria, då det ansågs olägligt att inte ha något parlament vid en tidpunkt då tronföljden kunde vara omstridd, och en lag antogs som gjorde det möjligt för parlamentet att fortsätta i sex månader efter en regents död, om det inte upplöstes tidigare. Med 1867 års reformakt avskaffades denna ordning. 
Varje gång ett parlament har avslutats utfärdar kronan beslut om att hålla nytt val till underhuset. Överhusets sammansättning ändras inte på grund av parlamentsupplösningen. Varje parlament som samlas efter ett val anses vara skilt från det som just tog slut, och ges ett nytt nummer.

### Avgångar under mandatperioden
Av hävd (sedan 1623) kan inte en ledamot av underhuset avgå från sin post, eftersom den anses innebära skyldigheter gentemot väljarna i valkretsen, såvida ledamoten inte begått brott då avgång är möjlig. Däremot finns en undantagsregel som säger att den ledamot som accepterar "en ställning med ersättning under kronan", det vill säga ett betalt ämbete, inte kan sitta kvar i parlamentet. Han eller hon kan dock bli återvald i den befattningen, eftersom väljarna då har sagt sitt. För det ändamålet finns två gamla befattningar som parlamentsledamöterna kan ansöka om, som 'ståthållare och fogde' av "the Three Chiltern Hundreds" eller "Manor of Northstead". Posterna är enbart symboliskt betalda.
Tidigare beviljades tillträde till dessa poster av monarken, men enligt en gammal praxis är det finansministern som utnämner en parlamentsledamot till dessa poster. Den senaste innehavaren av posten som fogde och ståthållare av Chiltern Hundreds är förre premiärministern Tony Blair.
Vid ledamots avgång eller dödsfall ordnas ett fyllnadsval i hans valkrets.

## Lagstiftande funktioner

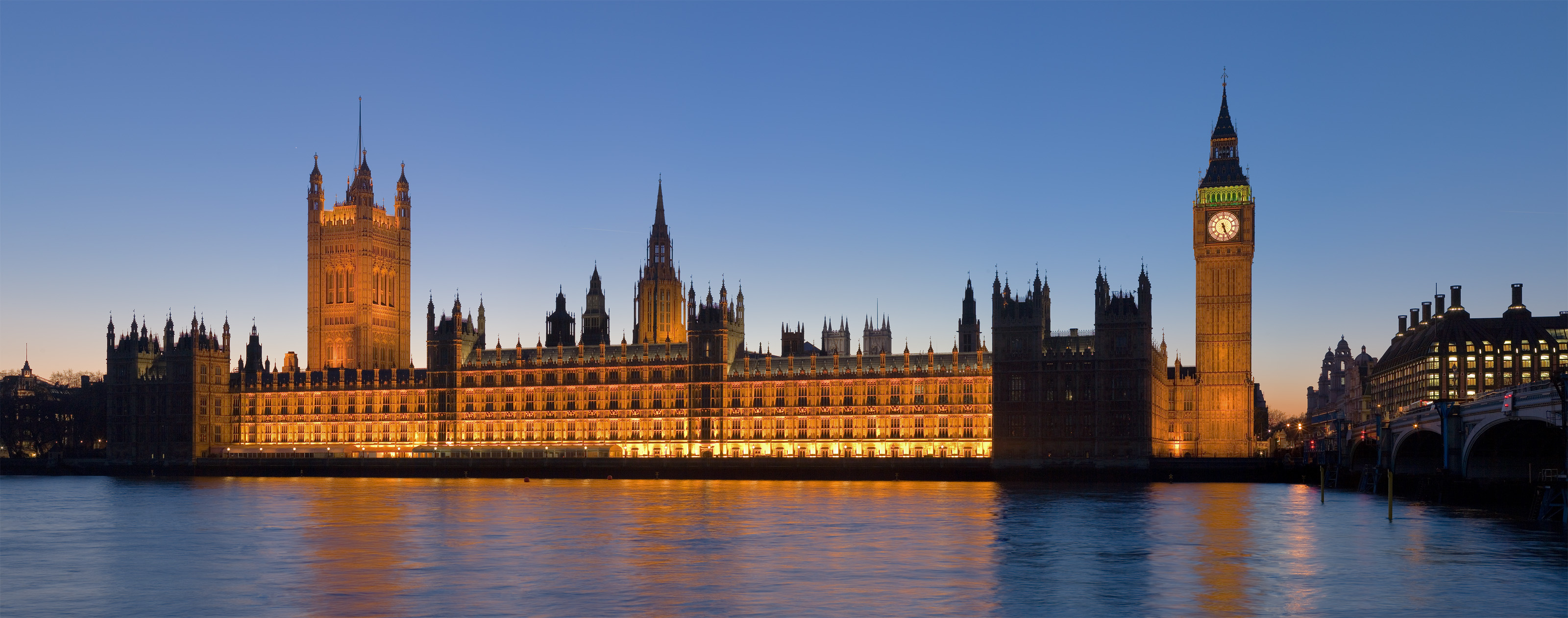
Parlamentet möts i Palace of Westminster.

Lagar kan stiftas genom beslut i Storbritanniens parlament. Besluten kan gälla i hela Storbritannien inklusive Skottland, men på grund av att Scots law fortfarande är separat gäller många lagar inte Skottland och motsvaras antingen av likvärdiga lagar som bara gäller Skottland eller, från 1999, av lagstiftning i det skotska parlamentet i fråga om ärenden som ligger i dess kompetensområde.  
Detta har lett till vad som kallas the West Lothian question: den situation då parlamentsledamöter i Westminster som representerar valkretsar i Skottland får rösta om lagar som inte har någon direkt verkan i Skottland. 
Lagförslag, bills, kan framläggas av vilken ledamot som helst i någon av kamrarna, men vanligtvis framläggs lagförslag av en minister i regeringen. Ett lagförslag från en minister (en proposition) kallas "Government Bill" och ett från en annan ledamot kallas "Private Member's Bill". Ett annat sätt att kategorisera lagförslag är efter ämne. De flesta förslag, som rör allmänheten, kallas "Public Bills". Ett förslag som syftar till att ge särskilda rättigheter åt en individ eller en liten grupp individer kallas "Private Bill". En Private Bill med större följder för allmänheten kallas "Hybrid Bill".
Private Members' Bills utgör bara omkring en åttondel av alla förslag, och har mycket mindre chans att bli antagna än Government Bills.  Det finns tre sätt för en ledamot att framlägga en Private Member's Bill. Private Members' Ballots innebär att namn läggs i en omröstningskula och de som vinner får tid att lägga ett lagförslag. "Tiominutersregeln" (Ten Minute Rule) är en annan metod, där parlamentsledamöter ges tio minuter för att lägga fram argument för en ny lag. Ordningsstadga 58 är den tredje metoden, som möjliggör att ett lagförslag läggs fram utan debatt om talmannen ges en dags varsel. Det finns risk för filibustering, då en motståndare till ett lagförslag kan slösa bort mycket av den begränsade tid som det är tilldelat. Private Members' Bills har ingen möjlighet till framgång om den sittande regeringen går emot dem, men de används i moralfrågor: exempelvis var förslagen om att avkriminalisera homosexualitet och abort Private Members' Bills. Regeringar kan ibland försöka använda Private Members' Bills för att få igenom saker som den helst inte vill bli förknippad med. "Handout bills" kallas det när en regering delar ut föreslagna lagförslag till ledamöter som vinner Private Members' Ballots.
Varje lagförslag genomgår flera stadier i varje kammare. Det första stadiet, första läsningen, är en formalitet. Under andra läsningen debatteras de allmänna principerna i förslaget, och kammaren kan rösta för att avslå förslaget. Det är mycket ovanligt att propositioner från regeringen avslås. Senaste gången detta skedde var 2005.
Efter den andra läsningen skickas lagförslaget till ett utskott. I överhuset används the Committee of the Whole House eller the Grand Committee. Båda dessa består av alla kammarens ledamöter, men det senare verkar under särskilda former och används bara för okontroversiella förslag. I underhuset lämnas förslaget vanligen till ett stående utskott, som består av mellan 16 och 50 ledamöter, men Committee of the Whole House används för viktig lagstiftning. Flera andra sorters utskott, däribland särskilda utskott, kan användas, men detta sker sällan. Ett utskott överväger förslaget klausul för klausul och vidarebefordrar föreslagna revideringar till hela kammaren, där vidare detaljerad övervägning sker. Kängurun (ordningsstadga 31) tillåter dock att talmannen väljer ut vilka ändringsförslag som ska debatteras. Denna metod används ofta enligt ordningsstadga 89 av utskottsordföranden å regeringens vägnar, för att begränsa debatten i utskottet. 
När kammaren har övervägt lagförslaget följer den tredje läsningen. I underhuset får inga ytterligare revideringar göras, och om motionen "att lagförslaget nu ska läsas en tredje gång" antas innebär det att hela förslaget antas. I överhuset kan ytterligare ändringar föreslås. Efter att motion om tredje läsning har antagits måste överhuset rösta om att anta lagförslaget. Efter att ett lagförslag antagits i en kammare skickas det till den andra kammaren. Om det antas i likadan form av båda kamrarna kan det framläggas för kunglig sanktion. Om en kammare antar ändringar som den andra inte samtycker till, och de två kamrarna inte kan lösa sina skiljaktigheter, faller lagförslaget. 
Överhusets makt att avslå förslag som antagits av underhuset har dock begränsats sedan reformen 1911, och ytterligare begränsningar infördes 1949. Om underhuset antar en public bill i två på varandra följande sessioner kan underhuset bestämma att den ska framföras för kunglig sanktion, även om den avslagits i överhuset. I varje fall måste lagförslaget ha antagits av underhuset minst en kalendermånad före sessionens slut. Denna bestämmelse gäller inte för lagförslag som ursprungligen framlagts i överhuset, förslag som syftar till att förlänga parlamentets livslängd bortom fem år, eller Private Bills. En särskild procedur tillämpas vad gäller förslag som underhusets talman klassificerat som finansförslag. Finansförslag ("Money Bills") berör enbart statlig beskattning eller offentliga tillgångar. Talmannens intyg anses avgörande under alla omständigheter. Om överhuset inte antar ett finansförslag inom en månad efter att det antagits i underhuset kan underhuset bestämma att det ska gå till kunglig sanktion omedelbart. 
Även före reformerna under 1900-talet hade underhuset företräde i finansfrågor. Av gammal sedvänja får överhuset inte framlägga förslag som rör beskattning eller budget, och inte heller revidera lagförslag för att föra in en åtgärd rörande beskattning eller budget, eller ändra ett budgetförslag på något sätt. Underhuset har frihet att frånsäga sig detta privilegium, och gör ibland så för att låta överhuset anta ändringar med finansiell inverkan. Överhuset kan fortfarande avslå förslag som rör budget och beskattning, men kan lätt köras över om förslagen är finansförslag. 
Det sista stadiet inbegriper kunglig sanktion. I teorin kan monarken antingen ge kunglig sanktion (det vill säga göra ett lagförslag till lag) eller neka (det vill säga lägga in veto mot förslaget). Enligt nutida praxis ger monarken alltid kunglig sanktion, med de normandiska orden "La reyne le veult" (drottningen önskar det). Sista gången en monark vägrade ge kunglig sanktion var 1708.
Alltså behöver varje lagförslag godkännas av parlamentets alla tre beståndsdelar innan det blir lag (utom då överhuset åsidosätts av underhuset).

## Rättsliga funktioner
Förutom dess lagstiftande funktioner utför parlamentet också flera dömande funktioner. Drottningen-i-parlamentet utgör den högsta domstolen i riket för de flesta syften, men Privy Council har jurisdiktion i vissa fall (till exempel överklaganden från kyrkliga domstolar). Parlamentets jurisdiktion härrör från den gamla sedvanan att göra framställan hos parlamentskamrarna för att avhjälpa missförhållanden och göra rättvisa. Underhuset slutade att beakta framställningar om att upphäva lägre domstolars domar 1399, vilket i praktiken innebar att överhuset återstod som sista rättslig instans. 
Nuförtiden utförs överhusets rättsliga funktioner inte av kammaren som helhet, utan av en grupp "Lords of Appeal in Ordinary" (domare som givits livstids pärsvärdighet enligt Appellate Jurisdiction Act 1876 av monarken) och av "Lords of Appeal" (andra pärer med erfarenhet av rättsväsendet). Lords of Appeal in Ordinary och Lords of Appeal ("laglorderna", "Law Lords") är lorder i parlamentet, men brukar inte rösta eller tala i politiska frågor.  
I slutet av 1800-talet beslöts att tillsätta Scottish Lords of Appeal in Ordinary och överklaganden till överhuset i skotska brottmål avskaffades, så att High Court of Justiciary blev den högsta brottmålsdomstolen i Skottland. Numera har överhusets lagutskott (laglorderna) vanligen ett minimum på två skotska domare för att se till att viss erfarenhet av Scots law görs gällande på skotska överklaganden i civilmål (däremot alltså inte i brottmål), i mål från Court of Session.
Historiskt har vissa andra rättsliga funktioner utförts av överhuset. Till 1948 var överhuset det organ där pärerna själva ställdes inför rätta för grövre brott eller högförräderi (enligt ett gammalt adelsprivilegium "likar skall döma likar", som också var till skydd för parlamentsledamöternas frihet från kronans godtyckliga arrestering). Numera är detta moderniserat och rättegång mot dem sker i vanliga domstolar. När underhuset ställer en person inför riksrätt sker rättegången i överhuset. Riksrätt är numera ovanligt. Den senaste skedde 1806.

## Förhållande till regeringen
Den brittiska regeringen är ansvarig inför underhuset. Varken premiärministern eller medlemmar av regeringen är dock valda av underhuset. Istället ger monarken i uppdrag åt den person som mest sannolikt kan få stöd av en majoritet i kammaren, vanligtvis ledaren för det största partiet i underhuset, att bilda regering. För att de ska vara ansvariga inför underhuset är premiärministern och de flesta regeringsmedlemmarna ledamöter av underhuset. Den senaste premiärministern som var överhusledamot var Alec Douglas-Home, som blev premiärminister 1963. För att följa konventionen att han skulle vara ansvarig inför underhuset avsade han sig sin pärsvärdighet och utverkade att bli invald i underhuset några dagar efter att han blivit premiärminister. 
Regeringar har en tendens att dominera parlamentets lagstiftande funktioner, genom att använda sin inbyggda majoritet i underhuset, och ibland makten att utse ledamöter av överhuset. I praktiken kan regeringar få igenom vilka lagar de vill (inom rimliga gränser) i underhuset, om det inte finns starka meningsskiljaktigheter bland parlamentsledamöter inom regeringspartiet. Även i dessa lägen är det mycket osannolikt att ett lagförslag röstas ned, men ledamöter med avvikande uppfattning kan ha möjlighet att utverka eftergifter från regeringen. 1976 skapade Lord Hailsham en nu allmänt brukad term för detta beteende, i en akademisk uppsats med titeln "elective dictatorship" ("diktatur som tillsätts genom val"). 
Parlamentet kontrollerar regeringen genom att anta eller avslå dess lagförslag och genom att tvinga ministrar att svara för sina handlingar, antingen vid "frågestunden" eller under utskottsmöten. I båda fall blir ministrar utfrågade av ledamöter av sina kamrar, och är tvungna att svara. 
Även om överhuset kan granska regeringen genom frågestunden och genom sina utskott, kan det inte avsätta regeringen. En regering måste alltid behålla förtroende och stöd av underhuset. Underhuset kan visa att det inte stödjer regeringen genom att rösta nej i en förtroendeomröstning eller ja i en misstroendeomröstning. Det är vanligen regeringen som tar initiativ till en förtroendeomröstning för att stärka sitt stöd i underhuset, medan oppositionen lägger förslag till misstroendeomröstningar. Omröstningsförslagen har ibland formen "att denna kammare [inte] har förtroende för regeringen" men flera andra varianter förekommer, många med hänvisning till specifika delar av regeringens politik som parlamentet stödjer eller motsätter sig. Exempelvis användes i en förtroendemotion 1992 en formulering om "att denna kammare uttrycker sitt stöd för regeringens ekonomiska politik." En sådan motion kan i teorin framläggas i överhuset, men eftersom regeringen inte behöver åtnjuta den kammarens förtroende skulle det inte ha samma effekt som en liknande motion i underhuset. 
Många omröstningar betraktas som förtroendeomröstningar, fastän de inte innehåller så tydliga formuleringar som beskrivs ovan. Viktiga lagförslag som utgör en del av regeringens program (som det beskrivs i trontalet) anses vanligen som förtroendefrågor. Om ett sådant förslag blir nedröstat i underhuset visar det att regeringen inte längre har underhusets förtroende. Samma effekt uppnås om underhuset avslår budgeten. 
När en regering har förlorat underhusets förtroende är premiärministern tvungen att antingen avgå eller be regenten att upplösa parlamentet, och därmed föranleda ett val. Om premiärministern har förlorat sin majoritet i en förtroendeomröstning och begär upplösning av parlamentet kan regenten i teorin avslå denna begäran, och därmed tvinga premiärministern att avgå och be oppositionsledaren att bilda en ny regering. Denna makt används extremt sällan. 
I praktiken är underhusets kontroll av regeringen mycket svag. Eftersom majoritetsval i enmansvalkretsar tillämpas i parlamentsvalen tenderar regeringspartiet att ha en stor majoritet i underhuset, och behovet att kompromissa med andra partier är ofta begränsat. Nutida brittiska partier är så stramt organiserade att de lämnar relativt litet handlingsutrymme åt sina parlamentsledamöter. I många fall kan parlamentsledamöter uteslutas från sina partier om de röstar mot partiledningens instruktioner. Under 1900-talet har regeringen förlorat i förtroendefrågor endast tre gånger - två gånger 1924 och en gång 1979.

## Suveränitet

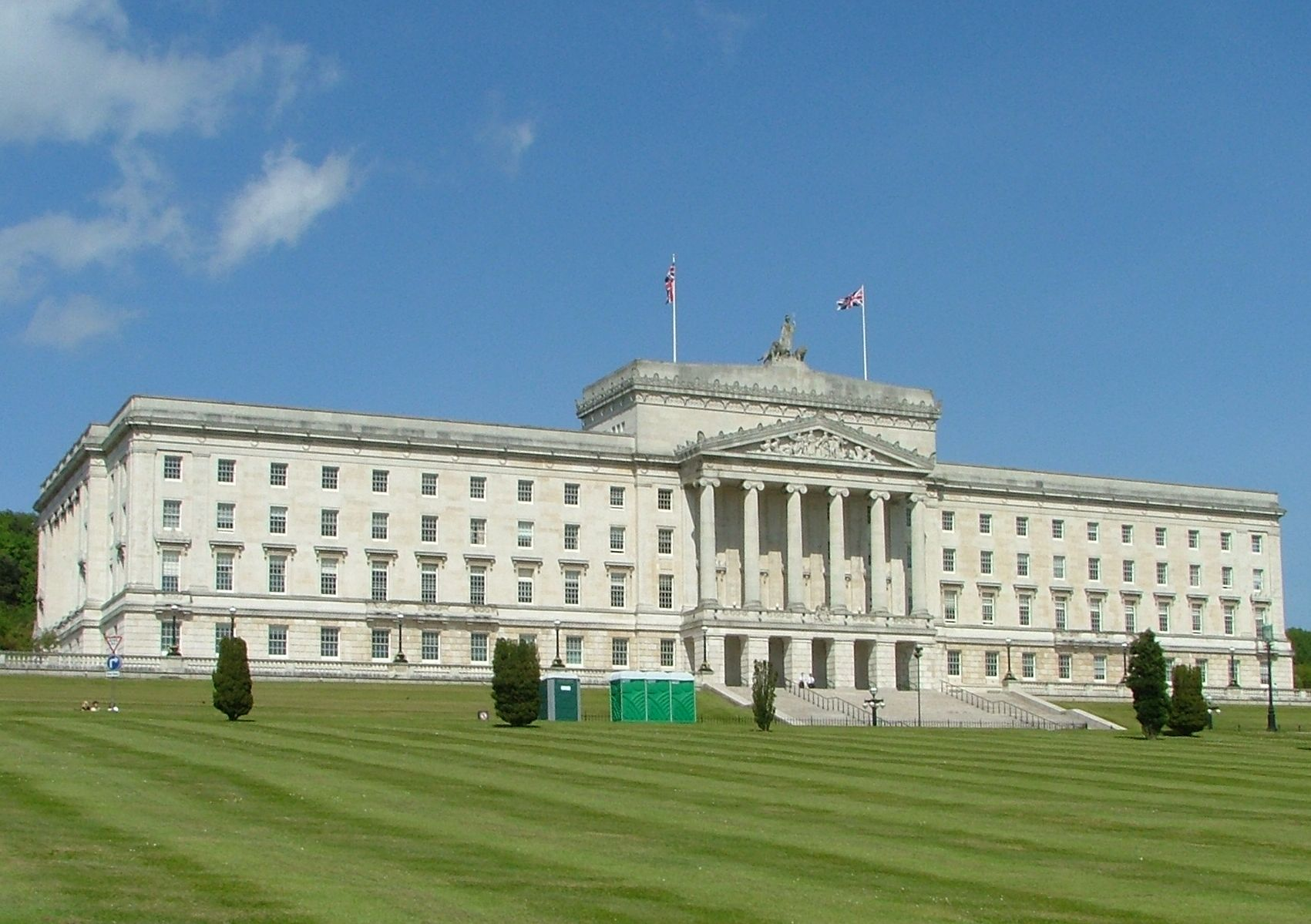
Parliament Buildings, Stormont, Nordirland, hem för Northern Ireland Assembly.

Flera olika synsätt har uttryckts om parlamentets suveränitet. Enligt juristen Sir William Blackstone har det "suverän och okontrollerbar makt i att stifta, bekräfta, utvidga, inskränka, upphäva, avskaffa, återuppliva och förklara lagar, rörande ärenden av alla möjliga beteckningar, kyrkliga, eller världsliga, civila, militära, maritima eller straffrättsliga … det kan, i korthet, göra allting som inte av naturen är omöjligt."
Ett annat synsätt har företrätts av den skotske domaren Lord Cooper av Culross. När han som Lord President of the Court of Session avgjorde fallet MacCormick v. Lord Advocate 1953, uttalade han att "principen om parlamentets obegränsade suveränitet är en distinkt engelsk princip och har ingen motsvarighet i skotsk konstitutionell rätt." Han fortsatte: "Med tanke på att unionslagstiftning avskaffade Skottlands och Englands parlament och ersatte dem med ett nytt parlament, har jag svårt att se varför det nya parlamentet i Storbritannien måste ärva alla särskilda karakteristika från det engelska parlamentet men inga från det skotska."  Trots detta avgav han inget avgörande utlåtande i frågan. Frågan om parlamentets suveränitet i Skottland är därför alltså fortsatt oavgjord. Parlamentet har inte heller antagit någon särskild akt (lag), som definierar dess egen suveränitet. 
Parlamentets makt har ofta blivit urgröpt av dess egna beslut. Genom lagar som antogs 1921 och 1925 gavs Church of Scotland fullständigt oberoende i kyrkliga frågor. Mer nyligen har parlamentets makt begränsats av Storbritanniens medlemskap i Europeiska unionen, som har befogenhet att stifta lagar som är giltiga i varje medlemsland. I Factortame-fallet dömde EG-domstolen att brittiska domstolar hade befogenhet att upphäva brittisk lagstiftning som går emot EG-rätten. Parlamentet har också skapat självstyrande församlingar med lagstiftningsmakt i Skottland, Wales och Nordirland. Parlamentet har fortfarande makten över områden där ansvaret ligger hos de självstyrande institutionerna, men skulle vanligen be om tillåtelse från dessa institutioner för att agera å deras vägnar. Parlamentet har också givit ministrar befogenhet att utfärda bestämmelser, och Engelska kyrkans allmänna synod att anta religiös lagstiftning.  I alla nämnda fall har makten överlämnats genom parlamentsbeslut och kan återtas på samma sätt. Det ligger helt inom parlamentets makt att exempelvis avskaffa självstyrena i Skottland, Wales och Nordirland eller att lämna EU. Parlamentet har dock också upphävt sin lagstiftande befogenhet över Australien genom Australia Act. Fastän Storbritannien skulle kunna anta en lag som återställer denna handling, skulle den inte få effekt i Australien eftersom "imperieparlamentets" kompetens inte längre erkänns i lag. 
Ett välkänt undantag från parlamentets makt berör att binda framtida parlament. Inget parlamentsbeslut kan göras säkert från att ändras eller avskaffas av ett framtida parlament. Exempelvis sägs i Act of Union 1800 att kungarikena Storbritannien och Irland ska vara förenade "för alltid", men parlamentet tillät ändå södra Irland att lämna Förenade Kungariket 1922.

## Privilegier
Båda parlamentets kamrar innehar och bevakar olika gamla privilegier. Överhuset vilar på inneboende rättigheter. I underhusets fall går talmannen till överhuskammaren i inledningen av varje nytt parlament och ber representanter för monarken att bekräfta underhusets "obetvivlade" privilegier och rättigheter. Ceremonin som underhuset observerar går tillbaka till kung Henrik VIII:s styre. Varje kammare övervakar sina privilegier, och kan bestraffa brott mot dem. Parlamentsprivilegiernas utsträckning grundas på lag och sedvana. Sir William Blackstone säger att dessa privilegier är "mycket stora och obestämda" och inte kan definieras förutom av parlamentets kamrar själva. 
Det främsta privilegiet som båda kamrarna gör anspråk på är yttrandefrihet i debatten; inget som sägs i någon av kamrarna får ifrågasättas i någon domstol eller annan institution utanför parlamentet. Ett annat privilegium är frihet från arrestering utom för högförräderi, grov brottslighet (felony) eller brott mot den allmänna ordningen (breach of the peace). Denna frihet gäller under en parlamentssession samt 40 dagar före eller efter en sådan session. Ledamöter av båda kamrar är också fritagna från tjänstgöring i juryer.
Båda kamrarna innehar befogenhet att bestraffa brott mot deras privilegier. Ohörsamhet inför parlamentet – till exempel olydnad mot en kallelse att infinna sig från ett utskott – kan också bestraffas. Överhuset får fängsla en person under vilken bestämd tidsperiod som helst, men en person som fängslas av underhuset blir frigiven efter prorogation. De bestraffningar som någon av kamrarna har ådömt får inte bestridas i någon domstol.